# Hamadia (Algeria)
Hamadia è un comune dell'Algeria, situato nella provincia di Tiaret.